# Sundarbans
O mangue arbóreo de Sundarbans, uma das maiores florestas desse tipo do mundo, é formado no delta dos rios Ganges, Bramaputra e Meghna na Baía de Bengala. O local é composto por três santuários (Oeste de Sundarbans, Sul e Leste), com uma área total de 140.000 hectares. Fica situado adjacente ao Sundarbans de Bangladesh, local do Patrimônio Mundial, inscrito em 1997. 
Os três santuários são cruzados por uma rede complexa de vias fluviais dependentes da maré e possuem pequenas ilhas de florestas de mangue tolerantes ao sal e apresentam um excelente exemplo de processos ecológicos, exibindo os efeitos de chuvas de monção, formação de delta, influência relativa à maré e colonização de plantas. 
A área é conhecida por sua gama extensa de fauna que inclui 260 espécies de pássaros, o tigre-de-bengala e outras espécies ameaçadas, como o crocodilo-marinho e a píton-indiana.